# Marie Blay
Œuvres principales
- Noctiluque (2020)
- L'ancolie (2022)

Marie Blay, née en 1979, est une autrice québécoise.

## Biographie
Marie St-Hilaire-Tremblay, dite Marie Blay, est bachelière en études littéraires et elle détient une maîtrise en création littéraire de l'Université Laval. Elle participe régulièrement à des spectacles scéniques. Son travail a été présenté lors d’événements culturels dans diverses régions du Canada, aux États-Unis, en Italie, en France ainsi qu’en Roumanie. Ses textes ont paru dans quelques revues, dont Estuaire, Exit et Zinc. Elle a publié deux recueils de poésie aux Herbes rouges : Noctiluque (2020) et L’ancolie (2022). Ses écrits sondent la révolte et le désordre intime,,. Ils s’attardent aux rituels et mises en scène que l’on échafaude pour braver ce qui affole,. Elle explore aussi la vidéo.

## Publications

### Recueils de poésie
- Noctiluque, Montréal, Éditions Les Herbes rouges, 2020, 72 p.  (ISBN 978-2-89419-740-0).
- L’ancolie, Montréal, Éditions Les Herbes rouges, 2022, 96 p.  (ISBN 978-2-89419-831-5)

### Œuvres numériques
- À la cime, l'hystérie, vidéo 360° sur le site Web de l'autrice (durée : 7 minutes), 2023[6],[7],[8]
- Hanteuse, vidéo sur le site Web de l'autrice (durée : 2 minutes 20), 2023
- Mascarets, vidéo ibid. (durée : 1 minute 32), 2023
- Jokari, vidéo ibid. (durée : 2 minutes 05), 2023
- Blue, vidéo ibid. (durée : 1 minute 38), 2023
- Goétie, vidéo ibid. (durée : 2 minutes 10), 2023
- Liv, vidéo ibid. (durée : 2 minutes 05), 2023
- Muette, vidéo ibid. (durée : 1 minute 03), 2023
- Quasar, vidéo ibid. (durée : 1 minute 38), 2023
- Chébran, vidéo ibid. (durée : 1 minute 31), 2023
- Les fauves, vidéo ibid. (durée : 1 minute 32), 2023
- Signes, vidéo ibid. (durée : 2 minutes 25), 2023
- Flore, vidéo ibid. (durée : 1 minute 10), 2023
- Tangue, vidéo ibid. (durée : 1 minute 11), 2023
- L'outrenoir, vidéo ibid. (durée : 1 minute 12), 2023
- La glisse, vidéo ibid. (durée : 2 minutes 02), 2023
- Iris, vidéo ibid. (durée : 2 minutes 17), 2023

### Textes en revue
- « Le visage de l’eau » et « La nuit des ballerines » dans la revue Le Bilboquet, Éditions du Sablier, Québec, 2007
- « De ses perles et ces fillasses », dans la revue L’écrit primal, Cercle d'écriture de l'Université Laval, Québec, 2008
- « Comme la braise explique l’allumette », dans la revue Exit, numéro 90, Montréal, 2018
- « Les bouquets », dans la revue Zinc, numéro 52, Montréal, 2021
- « Scarlette songe », dans la revue Estuaire, numéro 182, Montréal, 2021

### Ouvrages collectifs
- « If I were » dans Frontiers, Ibiskos Editrice, Italie, 2007
- « On the surface of time », dans Voices/Silence, Ibiskos Editrice, Italie, 2009
- « Les jours simples », dans Brèves littéraires, numéro 81, Laval, 2010
- « Dehors est un autre temps », dans Poèmes du lendemain 20, Les Écrits des Forges, Trois-Rivières, 2011
- « Quinte flush », dans Recoudre les ruines, Éditions L'Hybride, Québec, 2019
- « Rache sourcière », dans Chambres fortes, collectif dirigé par Valérie Forgues, Éditions Hamac, Montréal, 2023

## Prix et distinctions
- 2007 : Mention de la poète francophone du Concours Castello Di Duino, Associazione di volontariato Poesia e Solidarietà

- 2008 : Lauréate du troisième prix du Concours d’écriture du CEULa, Université Laval

- 2010 : Lauréate du Prix Brèves littéraires en poésie, Société littéraire de Laval

- 2011 : Lauréate de la mention du prix Piché de poésie, Festival International de la Poésie de Trois-Rivières

- 2014 : Lauréate du prix de poésie Rolande-Gauvin, Faculté des lettres et des sciences humaines de l'Université Laval

- 2016 : Autrice en lice au Prix de poésie Radio-Canada[9]

- 2018 : Lauréate du deuxième prix du concours littéraire Geneviève Amyot, Bureau des affaires poétiques

- 2019 : Autrice en lice au Prix de poésie Radio-Canada[10]

- 2020 : Autrice en lice au Prix de poésie Radio-Canada[11]

- 2022 : Finaliste au Prix de poésie Radio-Canada[12],[13]

- 2023 : Autrice en lice au Prix de poésie Radio-Canada[14]